# Okay

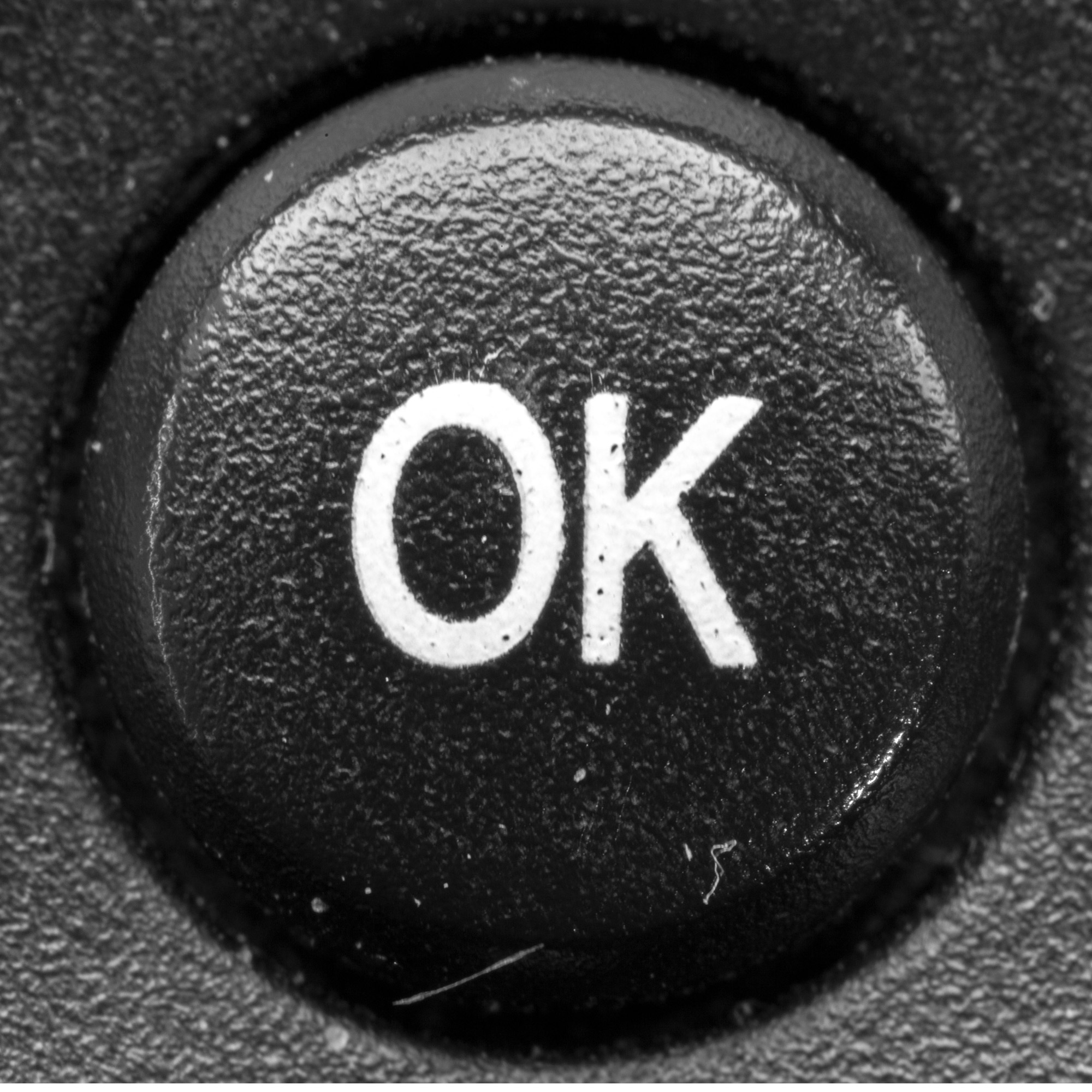
OK-Knopf einer Fernbedienung, zum abschließenden Bestätigen einer Eingabe

Okay (zudem auch o. k. und O. K. geschrieben und mit OK abgekürzt; aus englisch [ˌəʊˈkeɪ] oder deutsch [ˌoˈkeː]) ist ein umgangssprachliches Wort aus dem amerikanischen Englisch, das so viel wie in Ordnung (und zudem kurz i. O.) bedeutet.
Der amerikanische Ausdruck gilt als das bekannteste Wort der Welt und wird in verschiedenen Sprachen – auch im Deutschen – umgangssprachlich verwendet. Seine Herkunft wurde lange von Sprachwissenschaftlern erforscht und diskutiert, bis der US-amerikanische Etymologe Allen Walker Read 1963 und 1964 in einigen Artikeln in der Zeitschrift American Speech nachweisen konnte, dass es sich um eine Art Sprachwitz handelt: eine absichtliche Falschschreibung bzw. mehr phonemische Schreibung („oll korrekt“) der Abkürzung für „all correct“ (wörtlich alles korrekt), in der eben nichts richtig ist. Zudem existieren mehrere Volksetymologien.

## Begriffsgeschichte des Kürzels OK
Allen Walker Read identifizierte die erste Verwendung von o.k. in der Boston Morning Post vom 23. März 1839 in dem Satz:

“He … would have the ‘contribution box’, et ceteras, o.k. – all correct – and cause the corks to fly, like sparks, upward.”

Dass all correct nicht mit AC, sondern mit OK abgekürzt wurde, entsprach einer Mode jener Jahre, absichtlich Abkürzungen falscher Schreibungen („oll korrect“) zu verwenden, wie auch KY für „know yuse“ (no use ‚zwecklos‘), KG für „know go“ (no go ‚geht nicht‘) oder NS für „nuff said“ (enough said ‚genug gesagt‘).

## Fingerzeichen

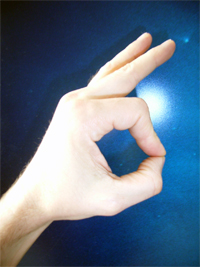
Fingerzeichen für „ok“

Ein Fingerzeichen für ok ist ein aus Daumen und Zeigefinger gebildeter Kreis. Dieses Zeichen wird z. B. als normiertes Tauchzeichen benutzt. Diese Fingergeste kann jedoch auch andere Bedeutungen haben, so wird sie beispielsweise unter Autofahrern und in vielen Regionen der Welt (z. B. Brasilien) als Beschimpfung verstanden. Der geschlossene Kreis stellt bei der Beschimpfung den Anus dar. Das Zeichen wurde 2010 als Emoji 👌 (U+1F44C) unter der Bezeichnung „OK Hand Sign“ in Unicode 6.0 aufgenommen.

### Operation O-KKK

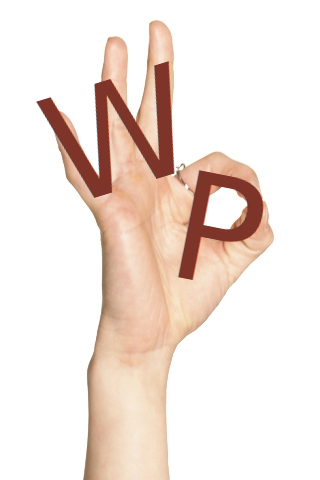
Angebliche Interpretation des OK-Zeichens als White-Power-Symbol

Im Jahr 2017 verbreitete 4chan das Gerücht, dass es sich bei dieser Fingergeste um ein Erkennungszeichen von White Supremacists handeln würde. Dabei sollen die drei ausgestreckten Finger für den Buchstaben W stehen, der Kreis aus Daumen und Zeigefinger stellt zusammen mit der Handfläche den Buchstaben P dar. WP ist eine Abkürzung für „White Power“ und „White Pride“. Die Verbreitung dieses Gerüchts wurde Operation O-KKK genannt. KKK ist eine Abkürzung für den Ku-Klux-Klan, welcher White Supremacy unterstützt. Laut der Anti-Defamation League wird seit 2019 zumindest von einigen Unterstützern der White Supremacy das Symbol statt wie ursprünglich satirisch oder ironisch nun als aufrichtiges Erkennungszeichen genutzt. In den meisten Kontexten sei es aber vollständig harmlos. In der Folge verbreitete sich das Fingerzeichen, mitunter auch verkehrtherum, ähnlich wie beim „Reingeguckt-Spiel“, in der rechtsextremen Szene. Die Verwendung durch den Christchurch-Attentäter im Gerichtssaal verschaffte dieser rassistischen Verwendung weitere Bekanntheit.

## Abwandlungokidoki
Eine verbreitete Abwandlung von OK ist okidoki, das als Zustimmung und als Abschiedsgruß verwendet wird. Okidoki stammt von dem umgangssprachlichen amerikanischen Ausdruck okey-doke bzw. okey-dokey. Dies ist in den USA vor allem ein Kinderslangausdruck, der insbesondere durch den Kinderschauspieler George McFarland als Spanky in der US-Serie Our Gang (1927–1944, im deutschen Sprachraum: Die kleinen Strolche) bekannt wurde.

## Volksetymologien
Folgende Deutungsversuche werden nicht mehr von Sprachwissenschaftlern als plausibel anerkannt:
- Die folgende angeblich früheste Verwendung von okay wurde von Allen Walker Read infrage gestellt, und seine Interpretation wird von Sprachwissenschaftlern allgemein akzeptiert. In einer Gerichtsaufzeichnung von 1790 aus Sumner County, Tennessee, die 1859 von dem Tennesseer Historiker Albigence Waldo Putnam entdeckt wurde, sagt Andrew Jackson angeblich:
“proved a bill of sale from Hugh McGary to Gasper Mansker, for a Negro man, which was O.K.”[20]
- Auf eine Verwendung innerhalb der United States Army bezieht sich die These, o.k. stünde als Abkürzung für Order Known, die routinemäßige Bestätigung eines gegebenen Befehls.
- Eine weitere These geht ebenfalls von einer ursprünglich militärischen Verwendung aus: der Abkürzung für Zero Killed (sinngemäß etwa: Keine eigenen Verluste), also 0K.
- Wiederum auf den militärischen Bereich bezieht sich die These, dieser so typisch US-amerikanisch erscheinende Begriff sei von dem deutschen General Wilhelm von Steuben Mitte des 18. Jahrhunderts in den USA geprägt worden, als er sich als Militärführer einen Namen machte. Von Steuben habe im Rahmen seiner Korrespondenz Schriftstücke zunächst mit oll korrekt („alles in Ordnung“) bestätigt, da er den Begriff all correct schlichtweg so schrieb, wie er es phonetisch verstand. Bald war dieses „oll korrekt“ im gesamten Militär bekannt und man benutzte dort nur noch die Abkürzung o.k. Allerdings schrieb sich „korrekt“ im Deutschen des 18. Jahrhunderts noch „correct“.
- Auch auf fehlende Rechtschreibkenntnisse beruft sich die Geschichte aus der Zeit der Einwanderer. Diese wurden am Zoll durchsucht, und wenn das Gepäck in Ordnung war, wurde von den nicht hoch ausgebildeten Arbeitern das Kürzel für oll klear, o.k., auf dem Schein vermerkt, korrekt all clear.
- Old Kinderhook war der Spitzname des aus Kinderhook, New York, stammenden US-Präsidenten Martin Van Buren (1837–1841), der zu Wahlkampfzwecken mit OK abgekürzt wurde.[21]
- Eine weitere Antwort auf die Frage nach der Herkunft liegt in Westafrika. Sklaven brachten demnach den Ausdruck mit nach Amerika. Diese Annahme geht zurück auf eine Feststellung des Afrika-Sprachforschers David Dalby, der in der westafrikanischen Sprache Wolof ein Wort woukay fand, das so viel wie „in Ordnung“ heißt.
- Eine andere Erklärung ist die Tatsache, dass all clear/correct schwerlich mit A.C. abgekürzt werden konnte, da sowohl A als auch C phonetisch mehrdeutig sind. O.K. kommt dem ausgesprochenen all clear am nächsten.
- Möglich wäre auch OK als Abkürzung für by Order of the King ‚auf Befehl des Königs‘.
- Eine weitere These sieht das Choctaw-Wort (Choctaw = Indianerstamm) okeh als Quelle für „OK“. Ein erster Beleg dafür findet sich schon 1825, und Choctaw wurde bis weit ins 20. Jahrhundert in Wörterbüchern als Herkunft angegeben (bis Allen Read die Herkunft von „all correct“ und Verbreitung durch Martin van Buren vertrat).
- Ein verbreiteter Erklärungsversuch führt O.K. auf die Initialen eines Kontrollmitarbeiters in einem Unternehmen zurück, der mit seinem Signum die Qualität von Produkten o. ä. bestätigt haben soll.[22][23] Darauf gibt es jedoch keine näheren Hinweise.
- Das Wort könnte auf eine Gewohnheit deutscher Drucker in New York zurückgehen, fehlerfreie Druckplatten mit der Abkürzung „o.K.“ für „ohne Korrektur“ abzuzeichnen.[24]
- Eine im deutschsprachigen Raum zeitweise in verschiedenen Varianten weit verbreitete Erklärung besagt, dass O.K. auf die Initialen eines besonders gründlichen Qualitätskontrolleurs im frühen 20. Jahrhundert zurückgeht, dessen vollständiger Name Otto Krüger, Oskar Keller oder Otto Krause sei. Für diese These gibt es jedoch keine Belege und sie widerspricht belegten älteren Verwendungen (siehe Einleitung).[25]